# 長門廣益
長門廣益（ながと ひろます，?—?），蝦夷蠣崎氏的家臣。1548年跟隨主君蠣崎季廣，後來蠣崎季廣的從兄弟蠣崎基廣謀反的時候，他受到主君蠣崎季廣的命令討伐叛亂的基廣，並獲得大勝，是一位擅長武勇的人物，季廣對他的評價很高。